# Ouest du Texas
L'ouest du Texas est une région dont les paysages ont plus de points communs avec ceux des États du Sud-Ouest des États-Unis (Californie, Utah, Nevada, Colorado, Arizona, Nouveau-Mexique ou Oklahoma) qu'avec le reste de l'État texan. Cette zone est située dans le nord du désert de Chihuahua. Les hautes montagnes qui composent la zone ont un climat de nuits froides et de journées chaudes.

## Population

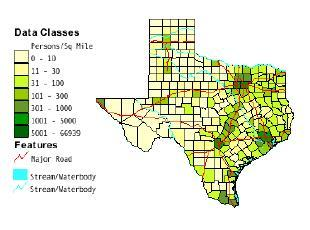
Densité de population du Texas (recensement de 2000)

L'ouest du Texas a une densité de population moyenne beaucoup plus faible que le reste de l'État. Il fut habité par des tribus nomades indiennes telles que les Apaches, les Comanches et les Kiowas, jusqu'à la guerre de Sécession. La zone est liée autant aux autres États du sud-ouest américain qu'avec le reste du Texas, et la plupart des habitants de l'ouest du Texas sont des descendants de migrants venus de ces deux régions voisines. Il y a une part importante d'hispaniques parmi la population, surtout autour du Río Grande. Beaucoup de Mexicains ont en effet fui la révolution mexicaine au début du XXe siècle pour s'installer dans cette zone, et beaucoup de mexicains-américains ont encore des liens avec leur famille mexicaine.

## Climat

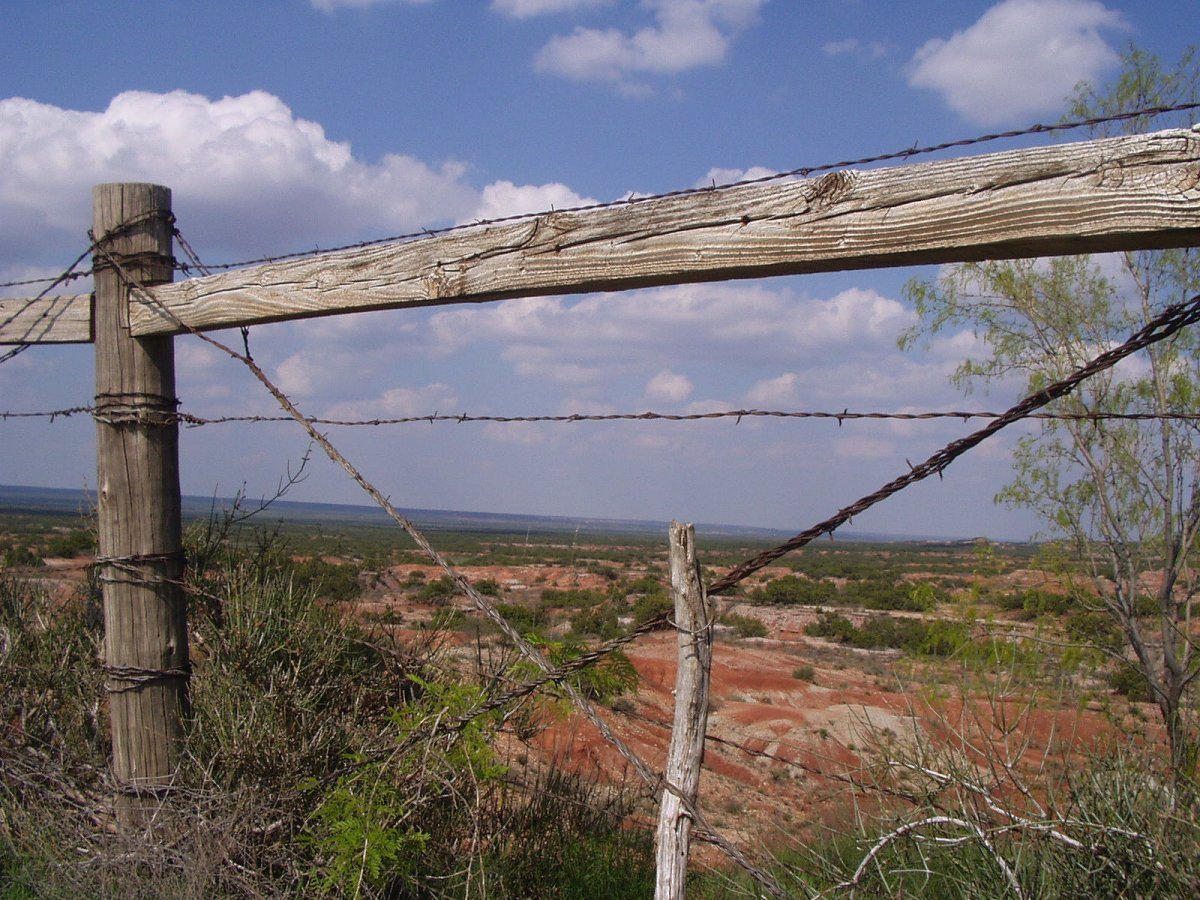
Irrigation dans l'ouest du Texas

L'ouest du Texas reçoit beaucoup moins de pluie que le reste du Texas, et les zones arides ou semi-arides qui le constituent obligent son peu d'agriculture à être fortement tributaire de l'irrigation. Plus au nord, de l'eau est pompée afin de subvenir aux besoins d'El Paso et de Juarez (Mexique). Cette irrigation a réduit de moitié le débit du Pecos. Une grande partie de l'ouest du Texas possède un relief accidenté, constituée de petites chaînes de montagnes, tandis que d'autres parties de l'État sont très plates, telles qu'une partie du désert de Chihuahua et le sud des Grandes Plaines, connu sous le nom de Llano Estacado.

## Politique
La région est connue pour être un bastion du Parti républicain: plusieurs des comtés les plus conservateurs des États-Unis sont localisés dans cette région, et l'ancien président des États-Unis George W. Bush y passa sa jeunesse. Toutefois, il est important de souligner qu'en 2008 les comtés de Culberson, de Reeves, de Presidio et de Brewster ont été remportés par le candidat démocrate Barack Obama.

## Économie

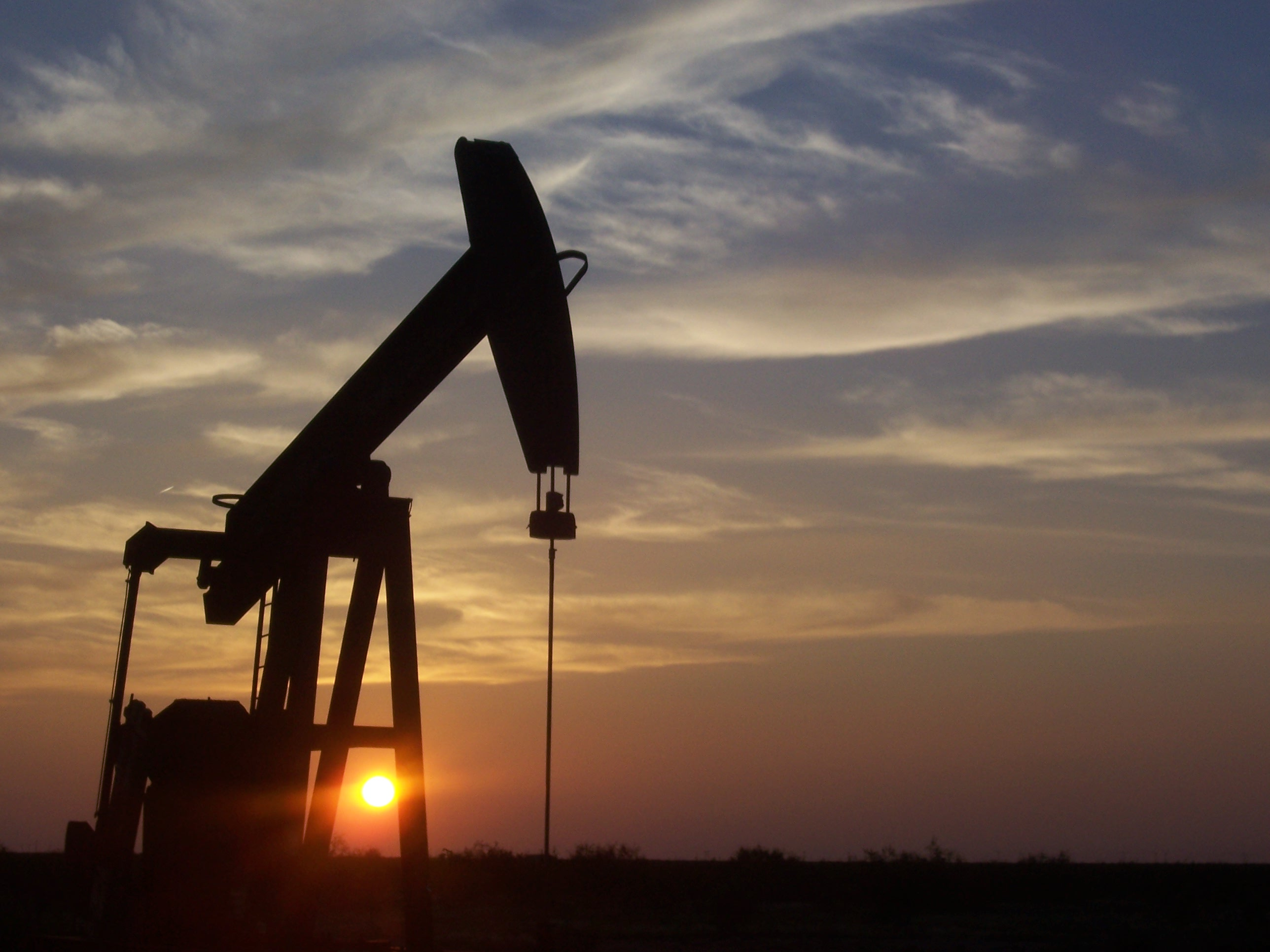
L'industrie dans l'ouest du Texas

L'économie de la région s'appuie sur la production de bétail, de pétrole, de gaz naturel, le textile (notamment le coton), les céréales et, grâce à sa proximité avec la frontière mexicaine, l'industrie maquiladora. De plus, l'Ouest du Texas est devenu un modèle grâce à son utilisation croissante de l'énergie éolienne, reconnue comme étant propre et renouvelable.

## Principales agglomérations
- Abilene
- El Paso
- Lubbock
- Midland
- Odessa
- San Angelo